# Slavomír Lener
Slavomír „Slava“ Lener (* 10. März 1955 in Beroun, Tschechoslowakei) ist ein ehemaliger tschechischer Eishockeyspieler und jetziger -trainer, der seit 2010 Cheftrainer des tschechischen Eishockeyverbands sowie General Manager der tschechischen Nationalmannschaft ist.

## Karriere
Slavomír Lener  wuchs in Všeradice auf, später zog seine Familie nach Dobříš, wo Lener das Gymnázium Karla Čapka besuchte. Dort probierte er auch verschiedene Sportarten wie Fußball, Eishockey und Tennis aus. Als Eishockeyspieler agierte er bei KP Dobříš. Später studierte er an der Fakultät für Sportpädagogik der Karls-Universität Prag, unter anderem bei Vladimír Kostka, Luděk Bukač und Pavel Wohl.
Seinen Militärdienst absolvierte er beim Armeeklub ASD Dukla Jihlava, wo er zwischen 1979 und 1980 als Assistenztrainer der Herrenmannschaft und Trainer der Juniorenmannschaft arbeitete. In der Spielzeit 1980/81 betreute er die zweite Mannschaft von Dukla Jihlava, ehe er zwischen 1981 und 1986 als Cheftrainer beim I. ČLTK Prag aktiv war.
Ab 1982 war er zudem beim tschechoslowakischen Eishockeyverband als Trainingsmethodiker angestellt und absolvierte 1986 einen Auslandsaufenthalt in China. Nach den politischen Umwälzungen ging Lener 1990 nach Kanada, wo er von 1991 bis 1992 bei Hockey Canada und der University of Calgary engagiert war.
In der nordamerikanischen Profiliga National Hockey League arbeitete er zwischen 1992 und 1995 als Co-Trainer der Calgary Flames. Damit war er der zweite europäische Trainer in der NHL. 1995 kehrte er nach Tschechien zurück und wurde Cheftrainer der U20-Nationalmannschaft seines Heimatlandes. Mit dieser erreichte er bei der Junioren-Weltmeisterschaft 1996 das Halbfinale. Zudem wurde er von Luděk Bukač als Co-Trainer der Herren-Nationalmannschaft berufen, mit der er die Goldmedaille bei der Weltmeisterschaft 1996 gewann.
Zusammen mit Ivan Hlinka trainierte Slavomír Lener ab 1997 die tschechische Nationalmannschaft, die während dieser Zeit die olympische Goldmedaille 1998 in Nagano gewann. Weitere Titel unter seiner Ägide waren die Bronzemedaillen bei den Weltmeisterschaften 1997 in Schweden und 1998 in der Schweiz, ebenfalls als Trainer-Duo mit Hlinka.
In den Jahren 1996 bis 1998 war Lener parallel Cheftrainer beim HC Sparta Prag. Danach kehrte er nach Nordamerika zurück und wurde Assistenztrainer bei den Florida Panthers. Diese Position füllte er bis 2002 aus.
Vor der Saison 2002/03 wurde Lener erneut Cheftrainer beim HC Sparta Prag und blieb bis 2005 in diesem Amt. Parallel dazu war er von 2002 bis 2004 erneut Cheftrainer des tschechischen Nationalteams und erreichte mit diesem bei zwei Weltmeisterschaften den vierten respektive fünften Platz.
Von 2005 bis 2007 betreute er das schwedische Elitserien-Team Luleå HF. Am 13. Juni 2007 gaben die DEG Metro Stars seine Verpflichtung als Cheftrainer zur Saison 2007/08 bekannt. Lener ersetzte damit den zu den Eisbären Berlin gewechselten Don Jackson. Nach einem enttäuschenden Saisonverlauf wurde Lener am 4. November 2007 entlassen, woraufhin Manager Lance Nethery das Traineramt für den Rest der Saison übernahm. Lener kehrte nach kurzer Zeit nach Schweden zurück und wurde Trainer von Linköpings HC.
Seit 2010 ist Slavomír Lener Cheftrainer beim tschechischen Eishockeyverband, General Manager der tschechischen Nationalmannschaft und zudem für die Spielerentwicklung im Verband zuständig. Zwischen 1987 und 2010 war Lener ein gefragter Lektor bei Trainersymposien der IIHF, von Hockey Canada, dem schwedischen sowie tschechischen Eishockeyverband.

## Erfolge
- 1996 Goldmedaille bei der Weltmeisterschaft
- 1997 Bronzemedaille bei der Weltmeisterschaft
- 1998 Goldmedaille bei den Olympischen Winterspielen
- 1998 Bronzemedaille bei der Weltmeisterschaft